# Zamia incognita
Zamia incognita — вид рослин з родини замієвих (Zamiaceae); ендемік Колумбії.

## Опис
Стебло горбкувате, 22 см завдовжки, неправильної форми, 15 см в найширший розмір, 15–19 см в окружність, не рідко з розгалуженою на два верхівкою. Катафіли завдовжки 2.5–6 см, м'які, вузько трикутні. Листків 2–3 (рідко 4), 93–153 см заввишки, від прямовисних до дугоподібних, в основі кілеві, апікально плоскі, зелені або рожеві, черешок (29.5)33–86 (рідко 92–116) см завдовжки з від кілька до численних колючок на нижній частині; сегментів 13–32 на листку, протилежні, від зворотнояйцюватих до ланцетоподібних, шкірясті, блискуче-зелені, (22)30–40 × (4.1)4.7–7 см, зубчасті дистально на 25–75 %, край загнутий.
Нові шишки були зафіксовані в листопаді та січні.

## Поширення
Ендемік Колумбії. поширений по долині Ріо Магдалени. Населяє добре дреновані пагорби часто біля хребтів, оточена вологим тропічним лісом, росте в затінку на висотах від 200 до 500 м.